# Les Hayes
 Les Hayes  es una población y comuna francesa, en la región de Centro, departamento de Loir y Cher, en el distrito de Vendôme y cantón de Montoire-sur-le-Loir.

## Demografía
| 322 | 280 | 245 | 188 | 169 | 169 |
| Para los censos de 1962 a 1999 la población legal corresponde a la población sin duplicidades (Fuente: INSEE [Consultar]) |     |     |     |     |     |